# (1024) Hale
(1024) Hale est un astéroïde de la ceinture principale. Il a été découvert le 2 décembre 1923 par l'astronome belge George Van Biesbroeck, à l'Observatoire Yerkes, situé à Williams Bay dans le Wisconsin (États-Unis). Sa désignation provisoire était 1923 YO13.
Il a été nommé en hommage à George Ellery Hale.